# Bahram Muzaffer
Bahram Muzaffer est un boxeur turc né le 4 août 1986 à Fergana.

## Carrière
Sa carrière amateur est principalement marquée par une médaille de bronze aux championnats d'Europe d'Ankara en 2011 dans la catégorie poids lourds.

## Palmarès

### Jeux olympiques
- Qualifié pour les Jeux de 2012 à Londres, Royaume-Uni
- Participation aux Jeux de 2008 à Pékin, Chine

### Championnats d'Europe de boxe amateur
- Médaille de bronze en -91 kg en 2011 à Ankara,  Turquie